# Michał Józef Sapieha
Pour les articles homonymes, voir Michał Sapieha et Sapieha.
Michał Józef Sapieha (né en 1670, mort le 6 mars 1738 à Châlons-sur-Marne) ), prince de la famille Sapieha, greffier de Lituanie (1698), voïvode de Podlachie (1728)

## Biographie
Michał Józef Sapieha est le fils de Benedykt Paweł Sapieha et d'Izabela z Tarłów.
Il étudié au Collège des Jésuites à Varsovie, puis il voyage en France et en Italie en 1687 et 1688.
À son retour en Pologne, il entre à la Diète. En 1692, il reçoit la charge de grand garde de Lituanie. En 1695, il prend part à quelques batailles en Podolie sous les ordres de Józef Słuszka. En 1696, il participe à l'expédition de son oncle Kazimierz Sapieha contre la noblesse lituanienne commandés par Grzegorz Ogiński.
Lors de l'élection royale de 1697, il soutient la candidature de François-Louis de Bourbon-Conti. En 1698, il est remarqué par le nouveau roi Auguste II qui le nomme pisarz polny Litewski (greffier de Lituanie).
À la fin de l'année 1698, l'exécution de Leon Ogiński, effectuée sous ses ordres, déclenche la guerre civile lituanienne contre la famille Sapieha. Il ne participe pas à la bataille d'Olkieniki (en) qui se déroule le 18 novembre 1700 et marque la déchéance de la famille Sapieha.
Au début de la grande guerre du Nord, il se rallie à Charles XII de Suède, qui a envahi la Pologne. En 1705, il soutient la candidature de Stanislas Leszczynski, favori de Charles XII, pour le trône de Pologne. En 1705, il confirme la Pacta couventa de Leszczyński. Il participe à un certain nombre de combats contre la Russie de Pierre le Grand, jusqu'à la défaite de Poltava en 1709.
Après la restauration d'Auguste II, il retrouve son poste de greffier de Lituanie. En 1713, il est envoyé en Turquie. L'année suivante, il obtient le grade de lieutenant général de la cavalerie de Lituanie. En 1718, en tant que député du district de Starodoub, il entre à la Diète. En 1727, il reçoit l'Ordre de l'Aigle blanc et en 1728 devient voïvode de Podlachie. Lors de l'élection de 1733, il soutient la candidature Auguste de Wettin.
Sa mauvaise santé et le suicide du fils de Józef Fryderyk l'incite à quitter la Pologne en 1735. Il meurt le 6 mars 1738 au monastère jésuite de Châlons-sur-Marne.

## Mariage et descendance
Le 10 août 1700, il épouse Maria Teresa Vielopolska, fille de Jan Vielopolski (en). Ils ont pour enfants:
- Benedykt August (?-1730)
- Józef Fryderyk (1717−1732)